# Орден Оранських-Нассау
Орден Оранських-Нассау (нід. Orde van Oranje-Nassau) — цивільний і військовий нідерландський лицарський орден, заснований 4 квітня 1892 року королевою-регентшею Еммою Нідерландською.
Орден є лицарським орденом, відкритим для "всіх, хто здійснив вчинки, що мають особливі заслуги перед суспільством". Це люди, які заслуговують на вдячність і визнання з боку суспільства за особливий спосіб, у який вони здійснювали свою діяльність.

## Історія
У 1841 році Віллем II Нідерландський, як Великий Герцог Люксембурзький, заснував Орден Дубової Корони. Хоча офіційно це був не нідерландський орден, нідерландців регулярно нагороджували ним. Після смерті Віллема III Люксембург, згідно з Сімейним договором Нассау, став володінням іншої гілки дому Нассау. У Нідерландах відчували потребу в третьому ордені, окрім Військового ордена Вільгельма та Ордену Нідерландського Лева, для того, щоб королівськими відзнаками можна було нагороджувати іноземних дипломатів та осіб нижчих рангів і класів.
Під час Другої світової війни орденом Оранських-Нассау нагороджували як військовослужбовців, так і співробітників дипломатичних служб Нідерландів, які допомогли звільнити Нідерланди від нацистської окупації, а також тих, хто допоміг визволити колишні нідерландські колонії в Тихому океані. У сучасну епоху "Оранських-Нассау" залишається найактивнішою цивільною та військовою нагородою Нідерландів і стоїть на другому місці після Ордену Нідерландського лева. Орден зазвичай вручається щороку в день офіційного народження монарха (наразі це 27 квітня), при цьому оприлюднено близько 3500 нагороджень орденом. Орден також використовується для нагородження іноземних принців, міністрів, високопосадовців та дипломатів.
У 1994 році нідерландська система нагород була суттєво переглянута після майже тридцятирічного обговорення. Ця законодавча ревізія мала на меті створити більш демократичну систему нагород, відірвавши рівень нагород від рангу та соціального статусу. В принципі, відтоді кожен член нідерландського суспільства може бути удостоєний почесного звання. Почесна відзнака присуджується лише на основі особливих, особистих заслуг перед суспільством. До цього перегляду орден складався з п'яти ступенів з додатковими почесними медалями (золотими, срібними та бронзовими). Почесні медалі були лише афілійовані з орденом, а їхні кавалери формально не входили до складу ордену. У 1996 році почесні медалі були скасовані й замінені на членський клас Ордену Оранських-Нассау, який зарезервований лише для громадян Нідерландів. Переважна більшість нагород на рівні члена ордену надається за добровільну службу; ступінь члена присуджується за видатні особисті досягнення, ступінь офіцера — за внесок національного або міжнародного значення (наприклад, видатні професори, колишні міністри, а також дуже відомі диск-жокеї або навіть тату-майстри з дуже високою репутацією). Офіцерське звання є першим з так званих "спеціальних нагород". Звання командира присвоюється дуже рідко, а два найвищі звання присвоюються дуже рідко (наприклад, тим, хто має видатні заслуги в суспільному житті, хто обіймав багато високих посад протягом багатьох років).

## Ступені
Орден Оранських-Нассау має два відділення, цивільне і військове, перше позначається лавровим вінком на відзнаках, а друге — перехрещеними мечами на відзнаках і зірках.
Великим магістром Ордену Оранських-Нассау є король або королева Нідерландів, які перебувають на троні.
На додаток до двох відділень, з 1996 року орден Оранських-Нассау був виданий у шести ступенях:
1. Лицар Великого Хреста — золотий знак можна носити на стрічці на правому плечі, а також 8-кінцеву зірку на лівій стороні грудей
2. Гранд-офіцер — золотий нагрудний знак чоловіки носять на шиї, а жінки — на стрічці, зав'язаній бантом на лівій стороні грудей, також на лівій стороні грудей носиться 4-променева зірка
3. Командор — золотий нагрудний знак чоловіки можуть носити на шиї, а жінки — на стрічці, зав'язаній бантом на лівій стороні грудей
4. Офіцер — носить золотий нагрудний знак на стрічці з розеткою на лівій стороні грудей
5. Лицар — золотий нагрудний знак на стрічці зі срібною короною на лівій стороні грудей
6. Член — носить срібний нагрудний знак на стрічці зліва на грудях

| Планки ордену Оранських-Нассау — з 1996 року | Планки ордену Оранських-Нассау — з 1996 року | Планки ордену Оранських-Нассау — з 1996 року |
| -------------------------------------------- | -------------------------------------------- | -------------------------------------------- |
| Лицар Великого Хреста                        | Гранд-офіцер                                 | Командор                                     |
| Офіцер                                       | Лицар                                        | Член                                         |

Для ступенів Лицар і Член відзнаки виготовляються зі срібла. Для інших ступенів срібло позолочене. 
1. ↑  Onderscheidingen / De Orde van Oranje-Nassau [Орден Оранських-Нассау]. Lintjes.nl. Архів оригіналу за 9 лютого 2014. Процитовано 14 червня 2024.